# Ralf Egger
Ralf Egger, eigentlich Adolf Egger (* 1938 in Leoben; † 6. Dezember 2018 in Trausdorf an der Wulka) war ein österreichischer Maler.

## Leben
Ralf Egger maturierte in Graz und begann anschließend ebenda ein Kunststudium. Von 1960 bis 1965 absolvierte er ein Studium der Malerei und Restaurierung an der Akademie der Bildenden Künste in Wien, welches er mit einem Diplom abschloss. In weiterer Folge war er drei Jahre bis 1968 als Berufsdetektiv tätig. 1971 erwarb er ein altes Weinbauernhaus in Trausdorf an der Wulka, das bis 2007 sein Domizil war, anschließend übersiedelte er nach Eisenstadt. Egger war an den Gymnasien Mattersburg und Eisenstadt als Professor für Kunst und Bildnerische Erziehung tätig.
Eggers eigentliche künstlerische Tätigkeit begann 1968, dabei bevorzugte er die Technik der Hinterglasmalerei. 1976 wandte er sich der druckgrafischen Tätigkeit zu und richtete dazu in seinem Landhaus eigens eine eigene Tiefdruckwerkstätte ein. In den Jahren 1978 bis 1980 folgte ein Aufenthalt mit Ausstellungen in den USA. Ab 1985 befasste er sich mit der Aquarellmalerei in akademischer Tradition.
1983 erhielt er den Förderungspreis der Theodor-Kery-Stiftung und es erfolgte die Aufnahme in die Künstlergruppe Burgenland.